# Jilali Hamham
 (juin 2017).
Si vous disposez d'ouvrages ou d'articles de référence ou si vous connaissez des sites web de qualité traitant du thème abordé ici, merci de compléter l'article en donnant les références utiles à sa vérifiabilité et en les liant à la section « Notes et références ».
Jilali Hamham, né à Angers, est un romancier français. 

## Biographie
Né à Angers, il grandit dans le quartier Verneau.
Prétextant la création d'un fanzine, il obtient un entretien avec François Guérif, alors directeur de la collection Rivages/Noir, et lui remet le manuscrit de son premier roman, MachiAdam. Celui-ci sera publié en 2012.
En 2017, il signe un second roman, 93 Panthers.